# Élection présidentielle polonaise de 2010
L'élection présidentielle polonaise de 2010 s'est déroulée les 20 juin et 4 juillet. Le scrutin devait désigner le successeur de Lech Kaczyński, tué dans le crash de son avion.
À l'issue du second tour, le libéral-conservateur Bronisław Komorowski (Plate-forme civique) l'emporte sur le social-conservateur Jarosław Kaczyński (Droit et justice), frère jumeau du président défunt, avec 53,01 % des voix. Bronisław Komorowski est investi le 6 août 2010.

## Modalités du scrutin
Le président de la République de Pologne est élu pour cinq ans au scrutin uninominal majoritaire à deux tours par les citoyens polonais. Il ne dispose pas de pouvoirs étendus, contrairement au président du Conseil des ministres. Le chef de l'État peut néanmoins s'opposer à une loi en imposant son droit de veto législatif qui ne peut être levé par la Chambre basse qu'à la majorité qualifiée des trois cinquièmes.
Les candidats à l'élection présidentielle devaient se faire connaître auprès de la Commission électorale nationale au plus tard le 26 avril 2010, soit 55 jours avant le scrutin, en ayant réuni 1 000 signatures d'électeurs en leur faveur. Représentés par un comité électoral d'au moins 15 membres, ils avaient ensuite dix jours pour collecter cette fois 100 000 signatures de soutien, soit jusqu'au 6 mai.

## Contexte particulier

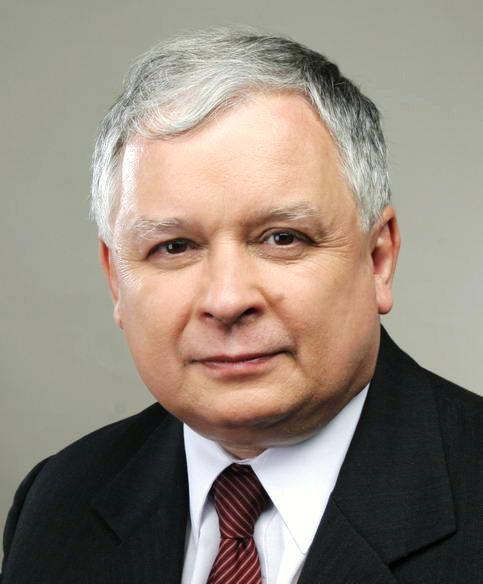
Lech Kaczyński, élu président en 2005.

Cette élection, initialement prévue à l'automne 2010, a été avancée à la suite de l'accident de l'avion présidentiel, le 10 avril 2010 à Smolensk, qui a coûté la vie à 96 personnes. Parmi elles, se trouvaient le président Lech Kaczyński, son épouse Maria, le chef d'état-major des armées Franciszek Gągor, ainsi que les dirigeants des différents corps de l'armée polonaise, le gouverneur de la Banque nationale de Pologne, le vice-ministre des Affaires étrangères, des parlementaires et des membres du cabinet présidentiel.
Conformément à la Constitution polonaise, le président de la Diète, Bronisław Komorowski, est devenu président de la République par intérim. Celui-ci est alors tenu de fixer le premier tour de l'élection présidentielle anticipée dans les 60 jours. Après plusieurs jours de deuil national et concertations avec les partis politiques, il annonce la tenue du premier tour pour le 20 juin 2010.
L'élection se déroule dans un contexte économique plutôt bon, malgré la crise économique des pays industrialisés. La Pologne est en effet le seul pays de l'Union européenne à ne pas être entré en récession pour l'année 2009. Le cabinet Donald Tusk, formé en 2007, a engagé plusieurs réformes d'inspiration libérales (privatisations d'entreprises publiques, hausse de l'âge légal de départ à la retraite, etc.) ; il a également fait adopter fin 2008 un plan d'aide aux banques et aux entreprises pour lutter contre la crise économique. Le pays a néanmoins connu une relative augmentation de son taux de chômage, et un déficit public assez fort, s'élevant à 7,1 % du PIB en 2009.

## Candidats
Les commentateurs politiques prêtaient à Lech Kaczyński l'intention de se représenter, bien qu'il n'en ait jamais fait l'annonce officielle et qu'il ne partait pas favori. Le candidat désigné de l'Alliance de la gauche démocratique (SLD), Jerzy Szmajdziński, est lui aussi mort dans l'accident de l'avion présidentiel, ce qui a conduit le parti social-démocrate à choisir un nouveau candidat. Finalement, dix personnalités sont en mesure de se présenter à l'élection présidentielle anticipée.
| Photo | Candidat             | Âge    | Parti                                              | Idéologie                                            |
| ----- | -------------------- | ------ | -------------------------------------------------- | ---------------------------------------------------- |
|       | Jarosław Kaczyński   | 61 ans | Droit et justice (PiS)                             | Démocrate chrétien Social-conservateur               |
|       | Bronisław Komorowski | 58 ans | Plate-forme civique (PO)                           | Démocrate chrétien Néolibéral Pro-européen           |
|       | Grzegorz Napieralski | 36 ans | Alliance de la gauche démocratique (SLD)           | Social-démocrate                                     |
|       | Andrzej Olechowski   | 62 ans | Indépendant Soutenu par le Parti démocratique (SD) | Démocrate Social-libéral                             |
|       | Waldemar Pawlak      | 50 ans | Parti paysan polonais (PSL)                        | Agrarien Démocrate chrétien                          |
|       | Marek Jurek          | 49 ans | Droite de la République (PR)                       | Conservateur Ordonliberal Catholique traditionaliste |
|       | Bogusław Ziętek      | 45 ans | Parti travailliste polonais (PPP)                  | Socialiste démocratique Anticapitaliste              |
|       | Janusz Korwin-Mikke  | 67 ans | Liberté et règne du droit (WiP)                    | Libéral conservateur Eurosceptique                   |
|       | Andrzej Lepper       | 56 ans | Autodéfense de la république de Pologne (SRP)      | Agrarien Nationaliste                                |
|       | Kornel Morawiecki    | 69 ans | Solidarité combattante (SW)                        | Anticommuniste                                       |

## Campagne

### Premier tour marqué par le deuil
Les sondages publiés avant le premier tour donnent Bronisław Komorowski en tête avec au minimum 41 % des voix, quelques-uns le plaçant même au-dessus de la barre des 50 %,. Son principal adversaire, le frère jumeau du président défunt, Jarosław Kaczyński, est lui crédité de 29 à 35 % des voix, tandis que Grzegorz Napieralski fait figure de « troisième homme », avec 5 à 13 % des intentions de vote. Tous les autres candidats semblent promis à des scores très faibles. Les sondages de second tour prédisent une victoire de Bronisław Komorowski, avec entre 53 et 60 % des voix.
Lors de la campagne présidentielle, Jarosław Kaczyński tente de séduire la frange centriste de l'électorat en faisant de la solidarité son thème prioritaire, après les importantes inondations qui ont touché le pays. Il modère aussi son discours anti-russe et anti-allemand. Cette stratégie semble se révéler efficace, puisque dans les dernières semaines, le candidat de Droit et justice refait une partie de son retard sur le président par intérim. Présenté comme eurosceptique et conservateur, Jarosław Kaczyński est réticent à l'adoption par son pays de l'euro et se prononce contre l'homosexualité et l'avortement (de nombreux responsables catholiques lui ont d'ailleurs apporté leur soutien),.
De son côté, Bronisław Komorowski met en garde contre une possible victoire de Kaczyński, qui aurait ainsi la possibilité d'opposer son veto aux réformes du gouvernement, droit dont usait son frère jumeau. Le candidat libéral met en avant le bilan du cabinet du président du Conseil Donald Tusk, et se dit favorable à la poursuite des réformes économiques lancées par celui-ci, ainsi qu'à l'adoption de la monnaie européenne. Il se prononce également pour le retrait des 2 600 soldats polonais engagés en Afghanistan à partir de 2011, estimant les missions militaires de la Pologne à l'étranger trop coûteuses,.

### Entre-deux tours plus incisif
L'entre-deux tours est marqué par les tentatives de ralliement de Grzegorz Napieralski : Bronisław Komorowski met en avant la politique anticommuniste menée par son adversaire lors de son passage au pouvoir, et confirme sa volonté de retirer les troupes engagées en Afghanistan et de favoriser de la fécondation in vitro. Kaczyński relève de son côté les similitudes, sur le plan social notamment, des programmes social-démocrate et conservateur. L'indépendant Andrzej Olechowski (1,44 % des voix au premier tour) appelle ses électeurs à voter Bronisław Komorowski, tandis que Marek Jurek (Droite de la République, 1,06 %) et Kornel Morawiecki (Solidarité combattante, 0,13 %) annoncent soutenir Jarosław Kaczyński.
Lors du débat télévisé qui se déroule le 27 juin 2010, Jarosław Kaczyński accuse les autorités russes de faire « piétiner » l'enquête sur l'accident d'avion de Smolensk, ce à quoi Komorowski répond qu'il y a deux enquêtes parallèles (une menée par la Russie et l'autre par la Pologne). Ce dernier, qui s'est montré plus offensif que d'habitude, est considéré comme le vainqueur de cette première confrontation,. Pourtant, l'écart entre les deux hommes se resserre entre les deux tours dans les sondages, l'un d'entre eux prédisant même la victoire Jarosław Kaczyński avec 49 % des voix contre 47 pour son rival.

## Résultats

### Généraux
| Candidats                | Candidats                | Partis                   | Premier tour | Premier tour | Second tour | Second tour |
| Candidats                | Candidats                | Partis                   | Voix         | %            | Voix        | %           |
| ------------------------ | ------------------------ | ------------------------ | ------------ | ------------ | ----------- | ----------- |
|                          | Bronisław Komorowski     | PO                       | 6 981 319    | 41,54        | 8 933 887   | 53,01       |
|                          | Jarosław Kaczyński       | PiS                      | 6 128 255    | 36,46        | 7 919 134   | 46,99       |
|                          | Grzegorz Napieralski     | SLD                      | 2 299 870    | 13,68        |             |             |
|                          | Janusz Korwin-Mikke      | WiP                      | 416 898      | 2,48         |             |             |
|                          | Waldemar Pawlak          | PSL                      | 294 273      | 1,75         |             |             |
|                          | Andrzej Olechowski       | Sans                     | 242 439      | 1,44         |             |             |
|                          | Andrzej Lepper           | SRP                      | 214 657      | 1,28         |             |             |
|                          | Marek Jurek              | PR                       | 177 315      | 1,06         |             |             |
|                          | Bogusław Ziętek          | PPP                      | 29 548       | 0,18         |             |             |
|                          | Kornel Morawiecki        | SW                       | 21 596       | 0,13         |             |             |
|                          |                          |                          |              |              |             |             |
| Suffrages exprimés       | Suffrages exprimés       | Suffrages exprimés       | 16 806 170   | 99,30        | 16 853 021  | 98,84       |
| Votes blancs et nuls     | Votes blancs et nuls     | Votes blancs et nuls     | 117 662      | 0,70         | 197 396     | 1,16        |
| Total                    | Total                    | Total                    | 16 923 832   | 100          | 17 050 417  | 100         |
| Abstention               | Abstention               | Abstention               | 13 889 173   | 45,08        | 13 783 507  | 44,70       |
| Inscrits / participation | Inscrits / participation | Inscrits / participation | 30 813 005   | 54,92        | 30 833 924  | 55,30       |

### Premier tour

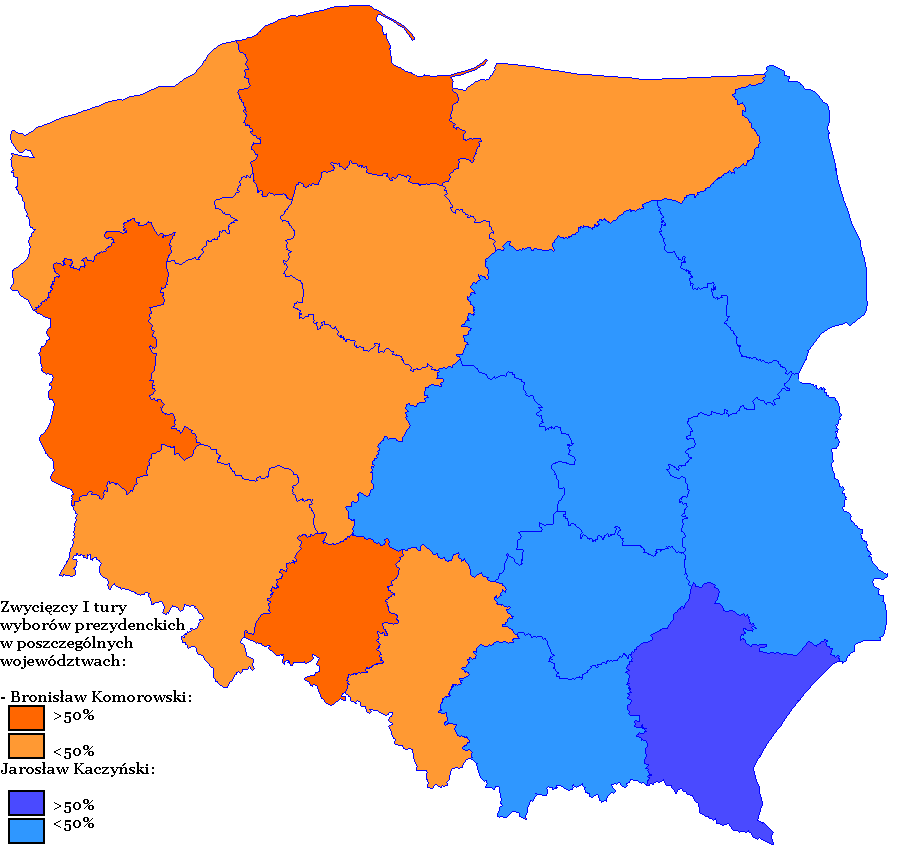
Candidat arrivé en tête (par voïvodies).

Candidat arrivé en tête (par powiat).

Le taux de participation s'établit à 54,94 % des inscrits, soit 5,2 points de plus que lors du premier tour de l'élection présidentielle de 2005.
Bronisław Komorowski arrive en tête dans toute la moitié ouest du pays, ainsi qu'en Varmie-Mazurie, tandis que Jarosław Kaczyński le devance dans les sept voïvodies les plus orientales. Au niveau national, le président par intérim devance le candidat conservateur de 5,08 points, un écart plus faible que ce que prédisaient les enquêtes d'opinion.
Le candidat social-démocrate, Grzegorz Napieralski, rassemble près de 14 % des suffrages, soit sensiblement plus que ne lui en attribuaient les sondages durant la campagne. Aucun autre candidat ne parvient à s'imposer (seul Janusz Korwin-Mikke parvient à franchir la barre des 2 %). Le candidat Andrzej Lepper (du Autodéfense de la république de Pologne, extrême gauche, nationaliste et conservateur) ne réalise que 1,28 % des voix alors qu'il en avait réuni 15 % pour la présidentielle de 2005.
D'après le sociologue Ireneusz Krzeminski, le bon score réalisé au premier tour par Jarosław Kaczyński s'explique par une campagne qui lui a permis de concrétiser à son profit « l'émotion et le sentiment de culpabilité » des Polonais à la suite de la catastrophe aérienne. La stratégie visant à adoucir et discipliner l'image du candidat conservateur, régulièrement décrié pour son tempérament excessif et la politique menée avec son frère jumeau, est également interprétée comme un facteur de ce succès relatif.

### Second tour

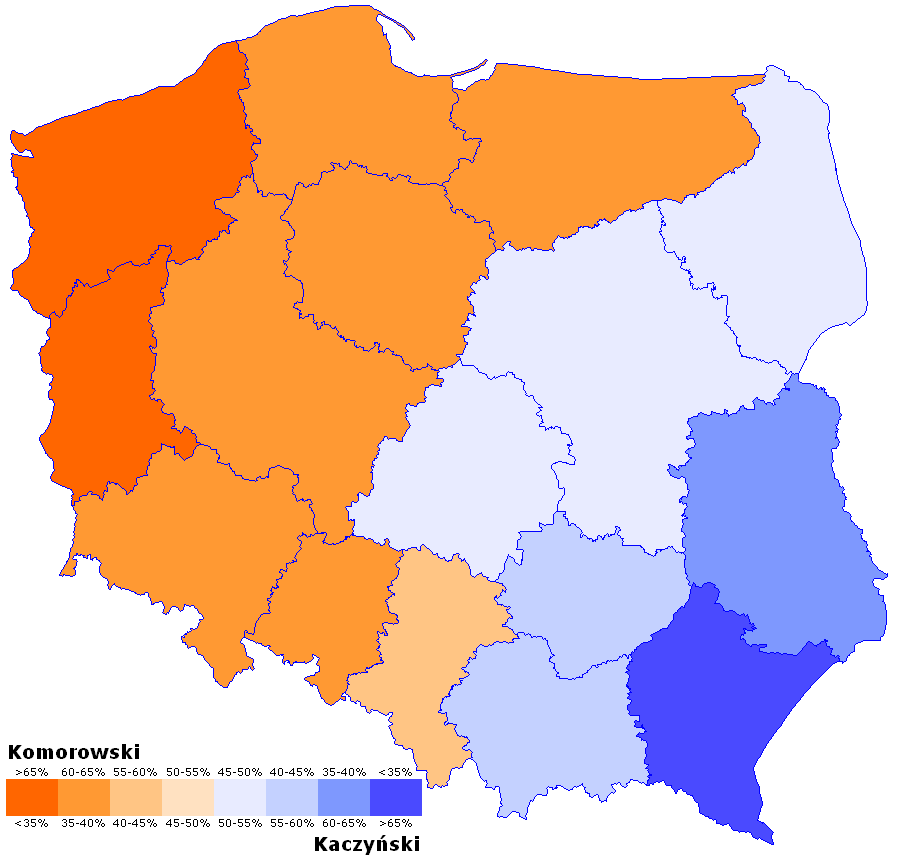
Candidat arrivé en tête (par voïvodies).

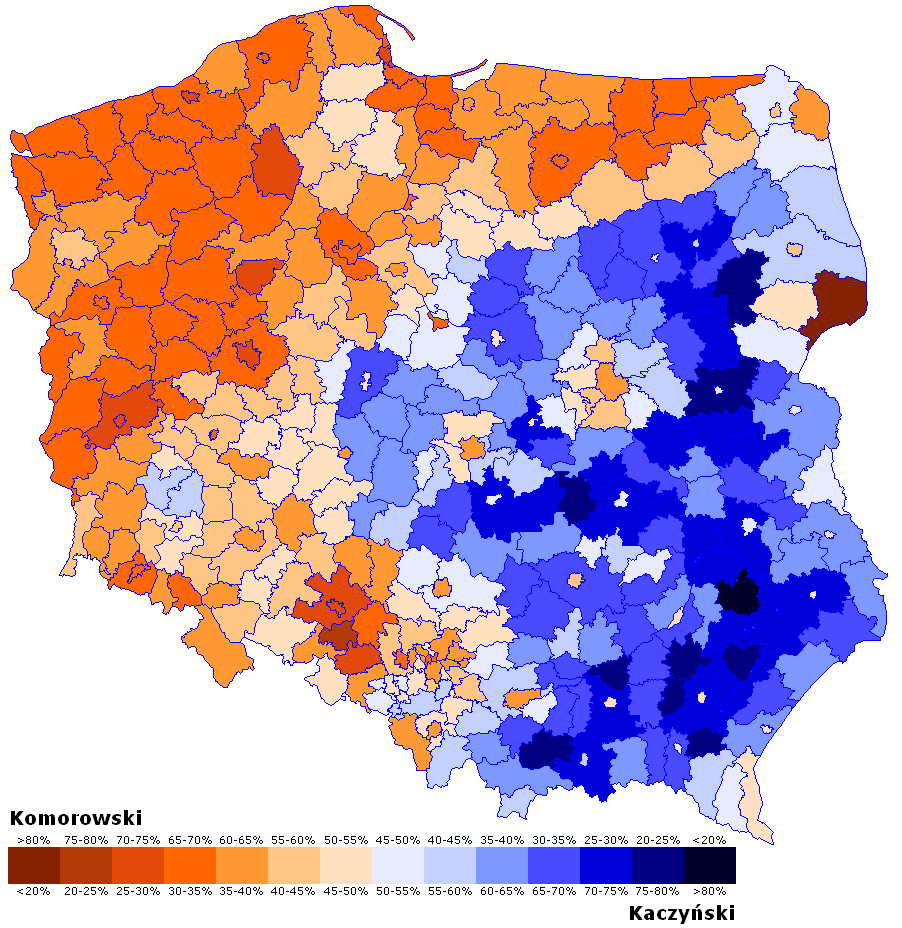
Candidat arrivé en tête (par powiat).

Pour ce second tour, la participation est très légèrement plus élevée que pour le premier tour. Selon deux sondages de sortie des urnes publiés le soir de l'élection, Bronisław Komorowski l'emporterait avec 51 ou 52 % des voix. Jarosław Kaczyński reconnaît alors sa défaite. Les résultats officiels sont publiés le lendemain, dans l'après-midi, et confirment la victoire de Bronisław Komorowski.